# 銀-カルシウム電池
銀-カルシウム電池（ぎん-カルシウムでんち、英語: Silver–Calcium battery）は、古くからある鉛–アンチモン合金あるいは新しい鉛–カルシウム合金の代わりに鉛–カルシウム–銀合金を格子板の素材として使用した鉛蓄電池の一種である。腐食や、高温の破壊的影響に対する耐久性が高い。この改良によって、電池の寿命が延び、長期間にわたって高い始動能力が維持される。
現代的な鉛蓄電池は正極に鉛-カルシウム-錫合金を使用する。鉛カルシウム電池の正極格子伸び、正極活物質が剥れ易い問題、高温で腐食速度が増大する問題に対処するため、正極格子板に銀が添加された。短所としては、短所は一般的により高い充電電圧（14.4 - 14.8 V）を必要とし、電圧が低い状態に置かれると急速に劣化すること、自己放電が高くなること、水が失われやすくなることが挙げられる。